# Saison 2015 des Athletics d'Oakland
La saison 2015 des Athletics d'Oakland est la 115e saison en Ligue majeure de baseball pour cette franchise et la 48e depuis leur transfert de la ville de Kansas City vers Oakland.
La saison 2015 est à oublier pour les Athletics, qui connaissent leur première saison perdante depuis 2011 et ne jouent pas en éliminatoires après trois qualifications en trois ans. Encaissant 20 défaites de plus qu'en 2014, Oakland est la pire équipe de le la Ligue américaine en 2015 avec 68 victoires et 94 revers et offre son plus mauvais bilan depuis 1997,.

## Contexte
Les Athletics détiennent la meilleure fiche victoires-défaites du baseball majeur pendant la majeure partie de la saison 2014 et procèdent à plusieurs échanges avant la date limite des transactions, dans le but évident de rendre le club encore meilleur et d'atteindre la Série mondiale. Mais à partir du mois d'août, 30 défaites en 46 matchs précipitent la chute des A's au classement. Relégué au second rang de la division Ouest de la Ligue américaine, Oakland y termine 2014 avec 88 victoires, 74 défaites et 10 matchs de retard sur les meneurs. La franchise vient de connaître une 3e saison gagnante de suite malgré 8 succès de moins qu'en 2013 et décroche une place en éliminatoires pour la 3e année consécutive. Cette saison 2014 se termine toutefois en queue de poisson par un match de meilleur deuxième où Oakland, en avant 7-3 après 7 manches et demie de jeu, perd 9-8 aux mains des Royals de Kansas City.

## Intersaison

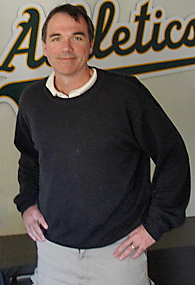
Billy Beane.

Les Athletics entreprennent 2015 avec un effectif considérablement différent que celui qu'ils avaient au dernier jour de la saison 2014, résultat d'une longue succession d'échanges orchestrés par le directeur-gérant Billy Beane.
En l'espace de trois semaines en novembre et décembre 2014, Beane échange 3 des 6 joueurs ayant représenté Oakland au match des étoiles 2014 : Josh Donaldson, Derek Norris et Brandon Moss, alors qu'un quatrième, Yoenis Céspedes, avait déjà été échangé peu après cette partie d'étoiles. Deux joueurs acquis par les Athletics en juillet précédent et ayant aussi été sélectionné pour la classique de mi-saison, partent également : Jeff Samardzija, qui avait été choisi pour représenter les Cubs de Chicago parmi les étoiles, via un nouvel échange, alors que Jon Lester, participant au match avec les Red Sox de Boston avant son acquisition par Oakland, n'est pas retenu à l'expiration de son contrat.
Le 28 novembre 2014, Oakland transfère le joueur de troisième but Josh Donaldson aux Blue Jays de Toronto en retour du troisième but Brett Lawrie et trois joueurs d'avenir, l'arrêt-court Franklin Barreto, le lanceur droitier Kendall Graveman et le lanceur gaucher Sean Nolin.
Le 8 décembre 2014, le joueur de premier but Brandon Moss passe aux Indians de Cleveland en échange de Joe Wendle, un joueur de champ intérieur des ligues mineures.
Le lanceur partant gaucher Jeff Samardzija est transféré aux White Sox de Chicago le 9 décembre 2014 avec le droitier Michael Ynoa dans une transaction qui permet à Oakland d'acquérir le lanceur droitier Chris Bassitt, le receveur Josh Phegley, le joueur de premier but Rangel Ravelo et l'arrêt-court Marcus Semien. Un autre lanceur partant acquis des Cubs en même temps que Samardzija, le droitier Jason Hammel, profite de son statut d'agent libre pour retourner à son ancien club, où il est immédiatement rejoint par le gaucher Jon Lester.
Le 18 décembre 2014, le receveur Derek Norris et le lanceur droitier Seth Streich sont cédés aux Padres de San Diego pour les lanceurs droitiers Jesse Hahn et R. J. Alvarez.

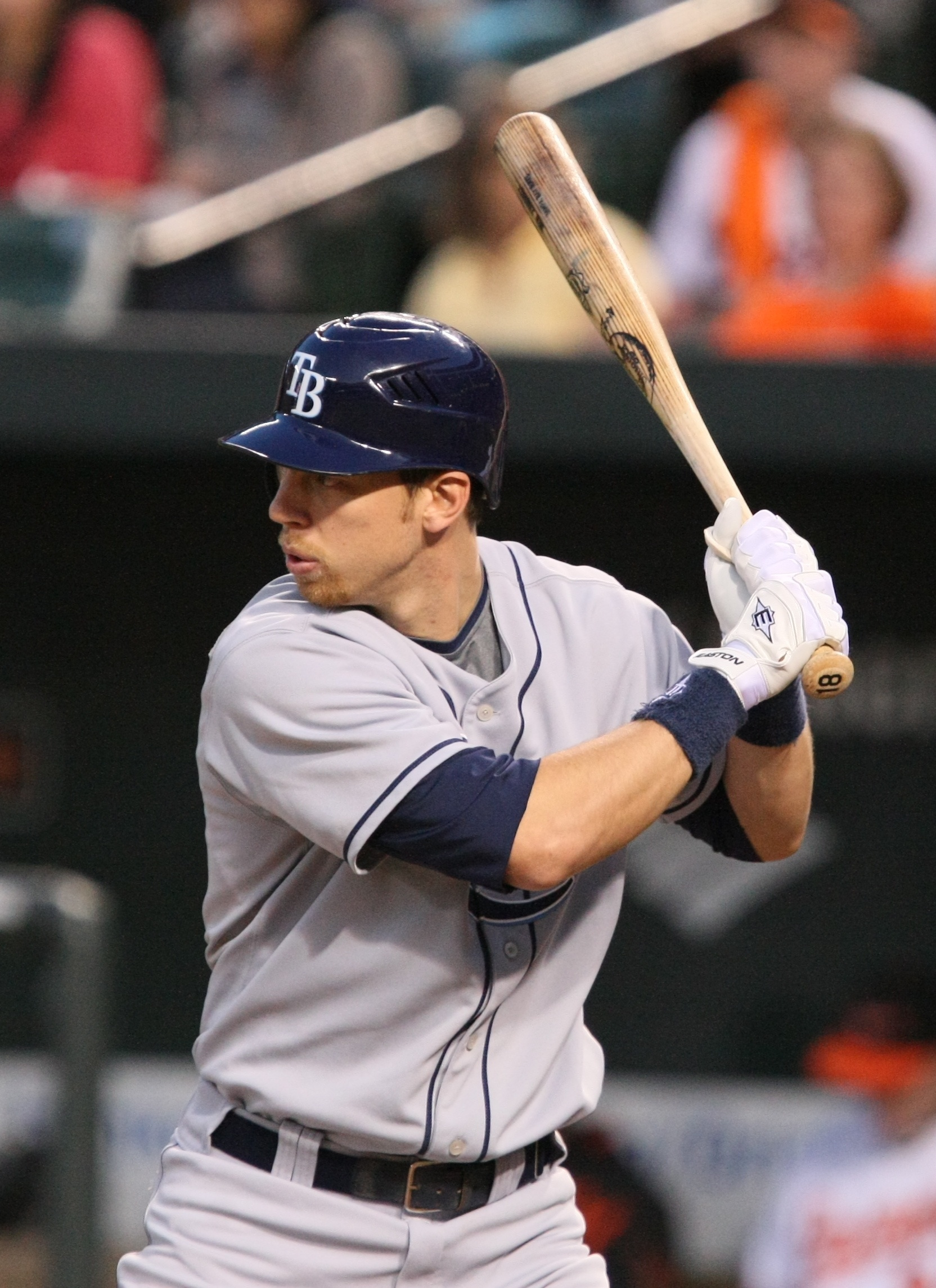
Ben Zobrist rejoint les Athletics en janvier 2015.

S'ajoutent au nombre des départs : le joueur de champ intérieur Alberto Callaspo prend le chemin d'Atlanta, l'arrêt-court Jed Lowrie et le lanceur de relève droitier Luke Gregerson rejoignent les Astros de Houston et le deuxième but Nick Punto est libéré de son contrat. Le voltigeur Jonny Gomes et le receveur Geovany Soto sont aussi joueurs autonomes.
Après 8 saisons chez les Royals de Kansas City, le frappeur désigné Billy Butler signe le 19 novembre 2014 un contrat de 30 millions de dollars pour 3 saisons avec Oakland.
Le contrat du premier but Ike Davis est acheté des Pirates de Pittsburgh le 23 novembre 2014 et celui du releveur gaucher Eury De La Rosa est acheté d'Arizona le 18 décembre suivant.
Le 10 janvier 2015, le joueur d'utilité Ben Zobrist et l'arrêt-court Yunel Escobar s'amènent à Oakland dans un échange où les Athletics  offrent aux Rays de Tampa Bay le receveur John Jaso, le voltigeur des ligues mineures Boog Powell et l'arrêt-court des ligues mineures Daniel Robertson. Escobar est quatre jours plus tard transféré aux Nationals de Washington pour le lanceur de relève droitier Tyler Clippard.

## Calendrier pré-saison
L'entraînement de printemps 2015 des Athletics se déroule du 3 mars au 4 avril.

## Saison régulière
La saison régulière de 162 matchs des Athletics débute le 6 avril par la visite des Rangers du Texas et se termine le 4 octobre suivant.

### Classement
| Ligue américaine division Ouest | V  | D  | %    | Diff. | Diff. (séries) |
| ------------------------------- | -- | -- | ---- | ----- | -------------- |
| Rangers du Texas                | 88 | 74 | ,543 | -     | -              |
| Astros de Houston               | 86 | 76 | ,531 | 2     | -              |
| Angels de Los Angeles           | 85 | 77 | ,525 | 3     | 1              |
| Mariners de Seattle             | 76 | 86 | ,469 | 12    | 10             |
| Athletics d'Oakland             | 68 | 94 | ,420 | 20    | 18             |

### Juin
- 5 juin : Pat Venditte devient le premier véritable lanceur ambidextre de l'ère moderne du baseball lorsqu'il fait ses débuts avec les Athletics[30]. Il est le premier lanceur à lancer des deux mains depuis un bref essai de Greg A. Harris en 1995, et quatre lanceurs ambidextres au XIXe siècle[31].

### Juillet
- 23 juillet : Les Athletics échangent le lanceur partant gaucher Scott Kazmir aux Astros de Houston contre deux joueurs de ligues mineures, le lanceur droitier Daniel Mengden et le receveur Jacob Nottingham[32].
- 27 juillet : Les Athletics échangent le lanceur de relève droitier Tyler Clippard aux Mets de New York et obtiennent en retour le jeune lanceur droitier des ligues mineures Casey Meisner[33].
- 28 juillet : Les Athletics cèdent le joueur d'utilité Ben Zobrist aux Royals de Kansas City contre deux lanceurs des ligues mineures, le droitier Aaron Brooks et le gaucher Sean Manaea[34].

### Septembre
- 9 septembre : Les Athletics prolongent pour deux saisons, soit jusqu'à la fin de 2018, le contrat de leur gérant Bob Melvin[35].

## Affiliations en ligues mineures
| Niveau            | Équipe                   | Ligue                         |
| ----------------- | ------------------------ | ----------------------------- |
| AAA               | Sounds de Nashville      | Ligue de la côte du Pacifique |
| AA                | RockHounds de Midland    | Texas League                  |
| A-Advanced        | Ports de Stockton        | California League             |
| A                 | Snappers de Beloit       | Midwest League                |
| A (saison courte) | Lake Monsters du Vermont | New York - Penn League        |
| Ligue des recrues | Arizona League Athletics | Arizona League                |
| Ligue des recrues | DSL Athletics            | Dominican Summer League       |